# Femmes au bain
Femmes au bain ("Donne al bagno") è un quadro dipinto nel 1898 dal pittore francese Jean-Léon Gérôme. Quest'olio su tela ritrae delle donne nude attorno alla piscina di un ḥammām dove la luce del giorno penetra attraverso dei raggi, illuminando la schiena di quella in primo piano che si gira per guardare lo spettatore. L'opera si conserva al museo Georges Garret, a Vesoul, nell'Alta Saona.

## Descrizione
Jean-Léon Gérôme fu uno dei massimi esponenti della pittura orientalista in Francia nella seconda metà del diciannovesimo secolo, e a partire dagli anni '70 del secolo iniziò a dipingere delle tele che hanno come soggetto principale i bagni turchi (ḥammām): l'artista francese, infatti, aveva potuto viaggiare in Anatolia e aveva potuto ammirare il complesso termale di Yeni Kaplıca (le "nuove terme" progettate dall'architetto Sinān) nella città di Bursa. Nonostante le terme di Bursa fossero frequentate dagli uomini, nei suoi quadri egli ritrasse sempre delle figure femminili.
L'opera è ambientata in un sıcaklık, la stanza più calda di un bagno turco, come si può vedere dal vapore che circonda tutta la stanza. Quattro donne in costume adamitico si trovano lungo i bordi della vasca, tre sullo sfondo e una in primo piano. La donna in primo piano si volta leggermente verso lo spettatore e sorride mentre poggia la propria testa sul polso sinistro. La sua schiena è illuminata da alcuni raggi di sole provenienti dall'alto. Accanto a lei si trovano un vassoio con una brocca di fattura orientale e un panno verde.
La bagnante in primo piano è quasi del tutto identica a quella di un quadro omonimo realizzato da Gérôme nello stesso periodo: in quest'altra opera la figura muliebre si trova su una panchina e l'ambientazione (che include anche dei narghilè e un vassoio di frutta in primo piano) è molto più distinguibile grazie all'assenza del vapore del bagno turco. Questa versione appare in un catalogo del Salone degli artisti francesi del 1898, indicata con il numero "903".